# رناتو بالدینی
رناتو بالدینی (ایتالیایی: Renato Baldini؛ ‏ ۱۸ دسامبر ۱۹۲۱ – ۵ ژوئیهٔ ۱۹۹۵) بازیگر اهل ایتالیا بود.
از فیلم‌هایی که وی در آن نقش داشته‌است، می‌توان به بگذار خودمان را مسلح کنیم و شما به جبهه بروید!، ... و مدام شیطان را در جهنم نهادند، ایزابلا، دوشس شیاطین، مرگ دوبار در می‌زند، رم خواهان بازگشت سزار است، استر و شاه، برده، پشت پرده، هیرود بزرگ، یک نابغه، دو شریک و یک ساده‌دل، آخرین مرتدان، چه کسی دادستان را کشت و برای چه؟، تئودورا، ملکه زرخرید، راهزن دمشق، ناپل همیشه ناپل است و همیشه بهار است اشاره کرد.